# Joséphine-Félicité-Augustine Brohan

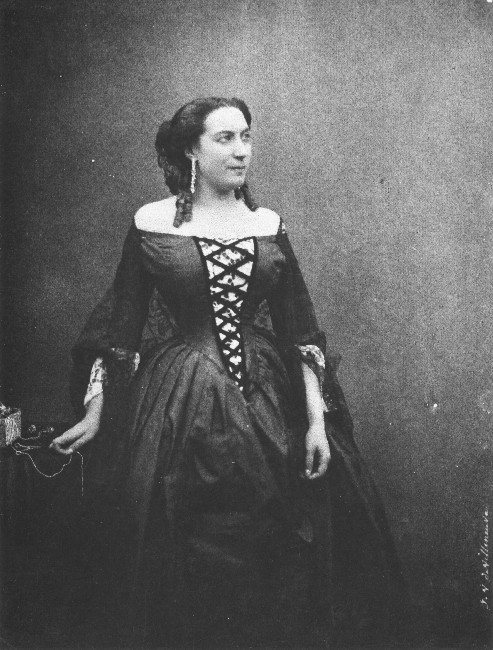
Augustine Brohan en 1852

Joséphine-Félicité-Augustine Brohan (París, 2 de diciembre de 1824-París, 15 de febrero de 1893) fue una actriz francesa. Es la hija mayor de la actriz Augustine Susanne Brohan, y la hermana de Ethelie Madeleine Brohan.
Fue admitida en el Conservatorio Nacional Superior de Música y de Danza de París a una edad muy temprana, consiguiendo en dos ocasiones el segundo premio de comedia.
El papel de soprano soubrette en la Comédie-Française, confiado durante más de 150 años a una sucesión de artistas de primer nivel, se encontraba sin representante por primera vez, y Mlle Augustine Brohan hizo su debut allí el 19 de mayo de 1841, interpretando a "Dorine" en la comedia Tartufo, y a "Lise" en Rivaux deux-mêmes.
Inmediatamente fue admitida como pensionnaire, y al cabo de dieciocho meses fue elegida sociétaire. Tuvo buena aceptación entre el público, no sólo en los actos de Molière y Regnard, sino también en los de Marivaux. En 1866 se retiró del teatro, casándose con Edmond David de Gheest (f. 1885), un secretario de la legación belga en París, en un matrimonio que resultó bastante desdichado.